# Головко, Юрий Петрович
Юрий Петрович Головко (укр. Юрій Петрович Головко; род. 4 августа 1948 года, г. Никополь Днепропетровской области) — украинский государственный деятель, депутат Верховной рады Украины I созыва (1990—1994).

## Биография
Родился 4 августа 1948 года в городе Никополь Днепропетровской области в рабочей семье.
Окончил Днепропетровский техникум железнодорожного транспорта по специальности «техник-электромеханик».
С 1965 года работал токарем Никопольского локомотивного депо Приднепровской железной дороги. С 1967 года проходил службу в рядах Советской Армии, после возвращения из армии с 1969 года работал помощником машиниста, затем машинистом локомотива Никопольского локомотивного депо.
В 1990 году в ходе первых альтернативных парламентских выборов в Украинской ССР был выдвинут кандидатом в народные депутаты, 18 марта 1990 года во втором туре был избран народным депутатом Верховного совета Украинской ССР XII созыва (в дальнейшем — Верховной рады Украины I созыва) от Никопольского избирательного округа № 96 Днепропетровской области, набрал 50,97% голосов среди 5 кандидатов. В парламенте являлся членом комиссии по вопросам экологии и рационального природопользования, входил в депутатские группы «Злагода — Центр», «Промышленники». Депутатские полномочия истекли 10 мая 1994 года.
С 1994 года являлся помощником главного ревизора по безопасности движения поездов и автотранспорта.